# Vicky Down
Vicky Down (* 1926 in Mankeli (Belgisch-Kongo) als Victor Cornelis; † 13. November 2020 in Brüssel) war ein belgischer Jazz- und Unterhaltungsmusiker (Gesang, Gitarre).

## Wirken
Vicky Down gründete 1943 sein erstes Quartett mit Benoît Quersin, Jacques de Negri und Victor Barvoets. 1945 trat er mit den Gebrüdern Hoste im Königlichen Zirkus von Brüssel auf. Dann arbeitete er in Lüttich mit Bobby Jaspar, René Thomas, Maurice Simon und Jacques Pelzer. Als Sänger gehörte er dann zum Orchester von Bill Alexandre, mit dem es zu ersten Aufnahmen kam. 1950 war er laut dem Onyx Club, in dessen Revue er auftrat, der beste belgische Jazzsänger. 1952 interpretierte er die erste französische Version von „Les anges noirs“.
1952/53 leitete Down eine eigene Band, mit der er ein längeres Engagement in Antwerpen hatte. Gelegentlich trat er auch unter dem Gruppennamen Vicky Down et Son Orchestra Typique auf, wie im Programmheft des Casino Knokke vermerkt, wo er von 1954 bis 1958 ein Engagement hatte; auf dem Festival von Knokke trat er auch im Duo mit Ella Fitzgerald auf. 1960 ging er zurück nach Afrika. 
Später trat er mit Michel Herr, Félix Simtaine, Charles Loos, John Ruocco, Steve Houben und Dizzy Gillespie auf, 1990 mit dem Orchester des Hot Club de Belgique.

## Lexikalischer Eintrag
- Marc Danval: Vicky Down. In: Marianne Klaric, Emile Henceval (Hrsg.): Dictionnaire du jazz à Bruxelles et en Wallonie. Pierre Mardaga, Liège 1991, S. 133 f.